# Орден Темасека
Орден Тема́сека — высшая государственная награда Сингапура.

## История
Орден был основан 16 апреля 1960 года и назван в честь поселения-порта VIII века — Темасек (в другой транскрипции — Тумасик), важного торгового центра в регионе. 2 августа 1996 года в статут ордена внесены изменения.
Первоначально орден был зарезервирован исключительно за гражданами Сингапура, однако в дальнейшем орден стали вручать иностранным гражданам, имеющим исключительные заслуги перед Сингапуром.
Максимальное число здравствующих награждённых Первым классом — 12 человек.
Орден может быть вручен посмертно.

## Степени
Орден имеет три степени:
- Первый класс — знак ордена на чрезплечной ленте и звезда на левой стороне груди.
- Второй класс — знак ордена на шейной ленте и звезда на левой стороне груди.
- Третий класс — знак ордена на шейной ленте.

## Описание
Знак ордена представляет собой пятиконечную звезду белой эмали с золотыми шариками на концах, наложенную на лавровый венок зелёной эмали. В центре круглый медальон белой эмали с широкой каймой красной эмали с золотой окантовкой. В центре медальона государственный герб Сингапура в цветных эмалях. На кайме золотыми буквами надпись: «DARJAH UTAMA TEMASEK».
Знак при помощи кольца крепится к орденской ленте.
Звезда ордена пятиконечная с тонкими золотыми двугранными лучами, между которыми серебряные многолучевые разновеликие штралы с алмазной огранкой. В центре круглый медальон белой эмали с широкой каймой красной эмали с золотой окантовкой. В центре медальона государственный герб Сингапура в цветных эмалях. На кайме золотыми буквами надпись: «DARJAH UTAMA TEMASEK».
Лента ордена:
- До 1996 года — красная, с широкой белой полосой в центре, обременённой с обеих сторон двумя тонкими белыми полосками.
- После 1996 года — красная, с широкой белой полосой в центре, обременённой с обеих сторон тонкими белыми полосками.